# Campeonato Peruano de Fútbol de 1952
El Campeonato Peruano de Fútbol de 1952, denominado como «XXXVI Campeonato Profesional», fue la edición número 36 de la Primera División del Perú y tuvo diez equipos participantes. El campeón nacional fue el Alianza Lima.

## Sistema de competición
Los diez equipos participantes disputan el campeonato bajo un sistema de liga típico. Vale decir, a dos ruedas en partidos de ida y vuelta, luego de las cuales el equipo que lograra mayor puntaje se coronaría campeón y el equipo que obtuviese menos puntos descendería automáticamente a Segunda División. 
Se otorgaban 2 puntos por partidos ganados, 1 punto por partidos empatados y 0 puntos por partidos perdidos.

## Ascensos y descensos
| Posición | Ascendido de Segunda División 1951 |
| -------- | ---------------------------------- |
| 1º       | Association Chorrillos             |

| Posición | Descendido de Primera División 1951 |
| -------- | ----------------------------------- |
| 10º      | Unión Callao                        |

## Equipos participantes
| Club                      | Ciudad     | Entrenador           |
| ------------------------- | ---------- | -------------------- |
| Alianza Lima              | Lima       | Adelfo Magallanes    |
| Association Chorrillos    | Chorrillos | Gerónimo Díaz        |
| Atlético Chalaco          | Callao     | Francisco Villegas   |
| Centro Iqueño             | Lima       | Jorge Pardón         |
| Ciclista Lima             | Lima       | Víctor Villavicencio |
| Deportivo Municipal       | Lima       | Arturo Fernández     |
| Mariscal Sucre            | Lima       | Ángel Fernández Roca |
| Sport Boys                | Callao     | Alfonso Huapaya      |
| Sporting Tabaco           | Lima       | José Pérez Figueiras |
| Universitario de Deportes | Lima       | José Cuesta Silva    |

## Tabla de posiciones
| Pos. | Equipo                 | Pts. | PJ | PG | PE | PP | GF | GC | DG  |
| ---- | ---------------------- | ---- | -- | -- | -- | -- | -- | -- | --- |
| 1°   | Alianza Lima           | 27   | 18 | 12 | 3  | 3  | 57 | 30 | +27 |
| 2°   | Sport Boys             | 22   | 18 | 8  | 6  | 4  | 41 | 33 | +8  |
| 3°   | Sporting Tabaco        | 22   | 18 | 9  | 4  | 5  | 38 | 34 | +4  |
| 4°   | Ciclista Lima          | 20   | 18 | 9  | 2  | 7  | 45 | 44 | +1  |
| 5°   | Centro Iqueño          | 19   | 18 | 8  | 3  | 7  | 38 | 34 | +4  |
| 6°   | Mariscal Sucre         | 18   | 18 | 8  | 2  | 8  | 36 | 37 | -1  |
| 7°   | Universitario          | 16   | 18 | 7  | 2  | 9  | 36 | 36 | 0   |
| 8°   | Deportivo Municipal    | 15   | 18 | 6  | 3  | 9  | 45 | 44 | +1  |
| 9°   | Atlético Chalaco       | 12   | 18 | 5  | 2  | 11 | 33 | 44 | -11 |
| 10°  | Association Chorrillos | 9    | 18 | 3  | 3  | 12 | 22 | 55 | -33 |

PJ = Partidos jugados; PG = Partidos ganados; PE = Partidos empatados; PP = Partidos perdidos; GF = Goles a favor ; GC = Goles en contra; DG = Diferencia de goles; Pts = Puntos
|  | Campeón de la Temporada 1952       |
|  | Descendido a Segunda División 1953 |

|                         |
| Campeón Nacional        |
| Alianza Lima 9.° título |

## Goleadores
| Jugador              | Equipo                    | Goles |
| -------------------- | ------------------------- | ----- |
| Emilio Salinas       | Alianza Lima              | 22    |
| Armando Reyes        | Ciclista Lima             | 17    |
| Alberto Terry        | Universitario de Deportes | 14    |
| Eugenio Zapata       | Sporting Tabaco           | 13    |
| Manuel Rivera        | Deportivo Municipal       | 13    |
| Óscar Gómez Sánchez  | Alianza Lima              | 12    |
| Guillermo Barbadillo | Sport Boys                | 12    |
| Roberto Drago        | Deportivo Municipal       | 12    |